# Parc national de l'Ouj
Le parc national de l'Ouj (en ukrainien : Ужа́нський націона́льний приро́дний парк,Oujanskiy natsionalniy prirodiy park) est un parc national de l'oblast de Transcarpatie situé dans l'ouest de l'Ukraine à la frontière avec la Pologne et la Slovaquie. Le parc a été ouvert le 5 août 1999 sur la base de réserves naturelles qui existaient déjà sur le cours supérieur de la rivière Ouj au début du XXe siècle. Il s'étend sur 39 159,3 hectares et fait partie du patrimoine mondial de l'UNESCO en tant que partie des forêts primaires de hêtres des Carpates et d’autres régions d’Europe et de la réserve de biosphère des Carpates orientales. La création du parc vient d'une volonté de protéger la forêt de hêtres des Carpates.

## Histoire

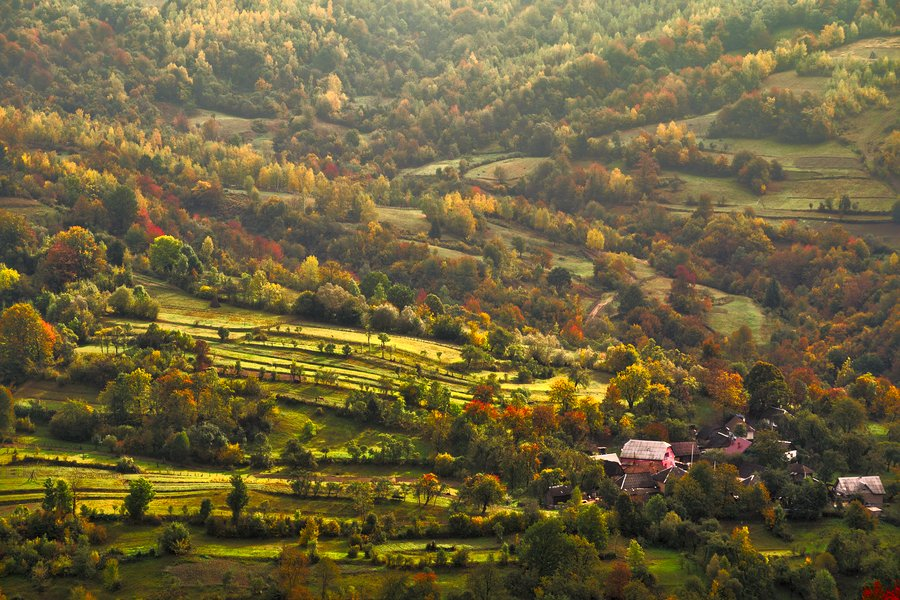
Paysage du parc national de l'Ouj.

Le 9 juin 1866, une météorite est tombée sur le territoire du parc actuel dans le village de Knyagynia. Plus de 1 200 débris d'une masse totale de 500 tonnes en ont été retrouvés et sont répartis aujourd'hui dans de nombreux musées à l'international.
On considère que la première protection de la forêt des hêtres date de 1908 à l'époque où la Transcarpatie appartenait à l'Empire austro-hongrois. Le paysage était protégé par une réserve naturelle située dans la haute vallée de la rivière Stoujytchanka. La superficie de cette réserve était alors de 331,8 hectares. Dans le même temps, la haute vallée de l'Ouj a vu la création d'une réserve forestière de 14,9 hectares.
Entre 1919 et 1938, la Transcarpatie a appartenu à la Tchécoslovaquie. Les deux réserves sont considérablement étendues. Une autre réserve est créée sur la montagne Yavirnyk. Après la Seconde Guerre mondiale, les réserves entrent sous domination soviétique. Dans un premier temps, leur préservation se dégrade considérablement au profit de la production de bois en masse. Cependant, les Soviétiques créent le paysage forestier de Stoujitsia en 1974 (zakaznik) d'une superficie de 2 542 hectares.
Après la chute de l'Union soviétique et l'indépendance de l'Ukraine, la zakaznik a été transformée en parc paysager régional en 1995, puis en parc national en 1999.

## Géographie

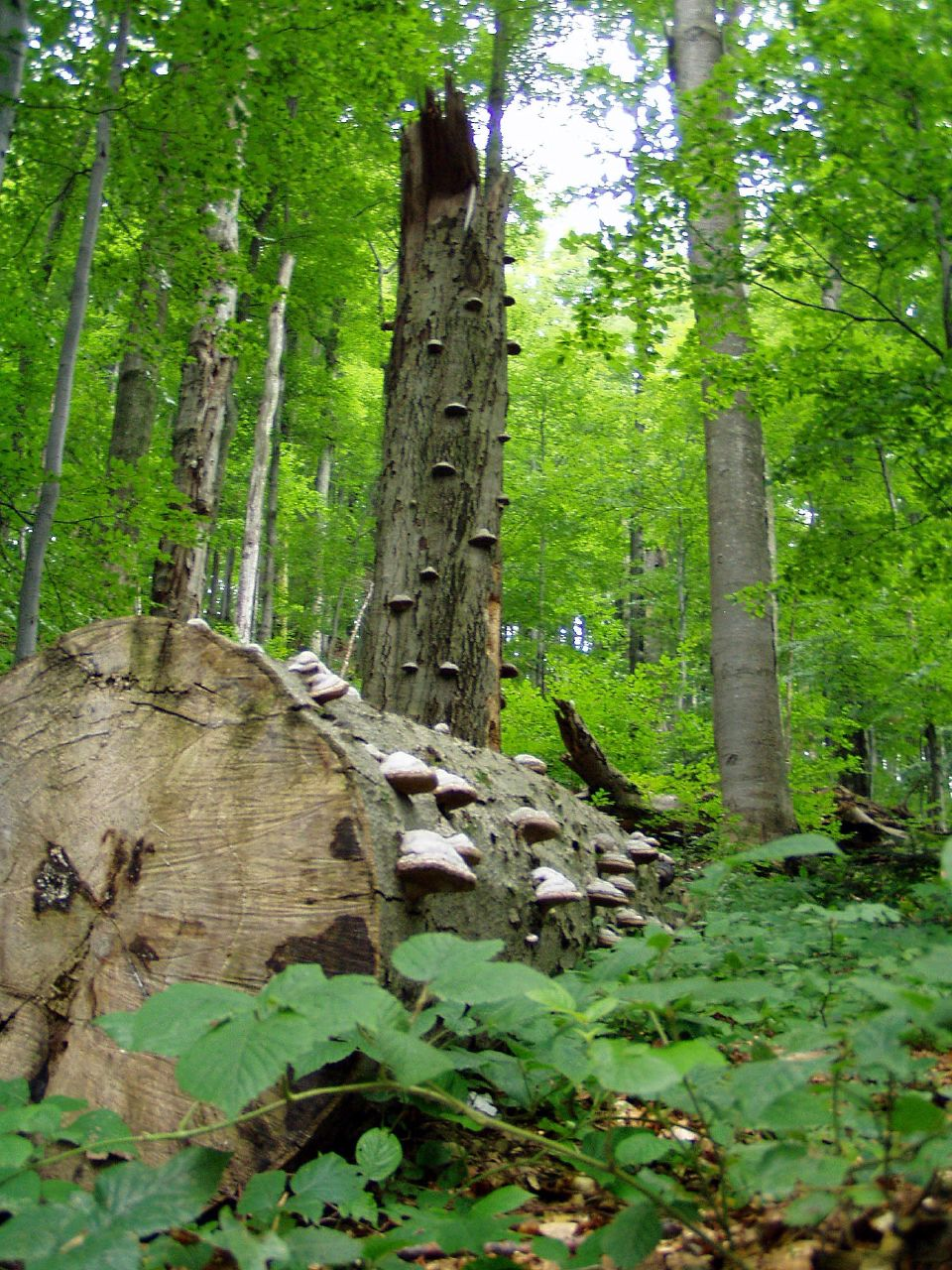
Forêt de hêtres à promixité du village de Stoujitsia.

Le parc national est situé au nord-ouest de l'oblast de Transcarpatie et fait partie de la première réserve de biosphère des Carpates orientales internationale trilatérale ukrainienne-slovaque-polonaise. Le parc naturel national de l'Ouj comprend cinq départements de recherche sur la protection de l'environnement et couvre aujourd'hui une superficie de 39 159,3 hectares, dont 14 900 hectares de territoire isolé. Le point culminant du parc est la montagne Kintchyk Boukovskiy (1 251 mètres).
Le climat est tempéré avec des précipitations annuelles d'environ 900 millimètres. Les températures en hiver descendent souvent en dessous de zéro, si bien que les montagnes sont souvent couvertes de neige.

## Écosystème
On trouve plus de 1 500 espèces de plantes, y compris 22 Trachéophytes endémiques et 52 espèces protégées dont 23 d'Orchidaceae. 114 espèces d'oiseaux vivent dans le parc. Les grands mammifères du parc comprennent le cerf élaphe, le chevreuil, le sanglier, le renard roux et le blaireau.

## Tourisme et infrastructures
L'endroit est peuplé par des Lemkos, ce qui a une forte influence sur leur culture. En particulier, on trouve six églises de bois datant des XVIIe et XVIIIe siècles à l'intérieur du parc.
17 chemins sont balisés dans le parc.

Infrastructures du parc national de l'Ouj
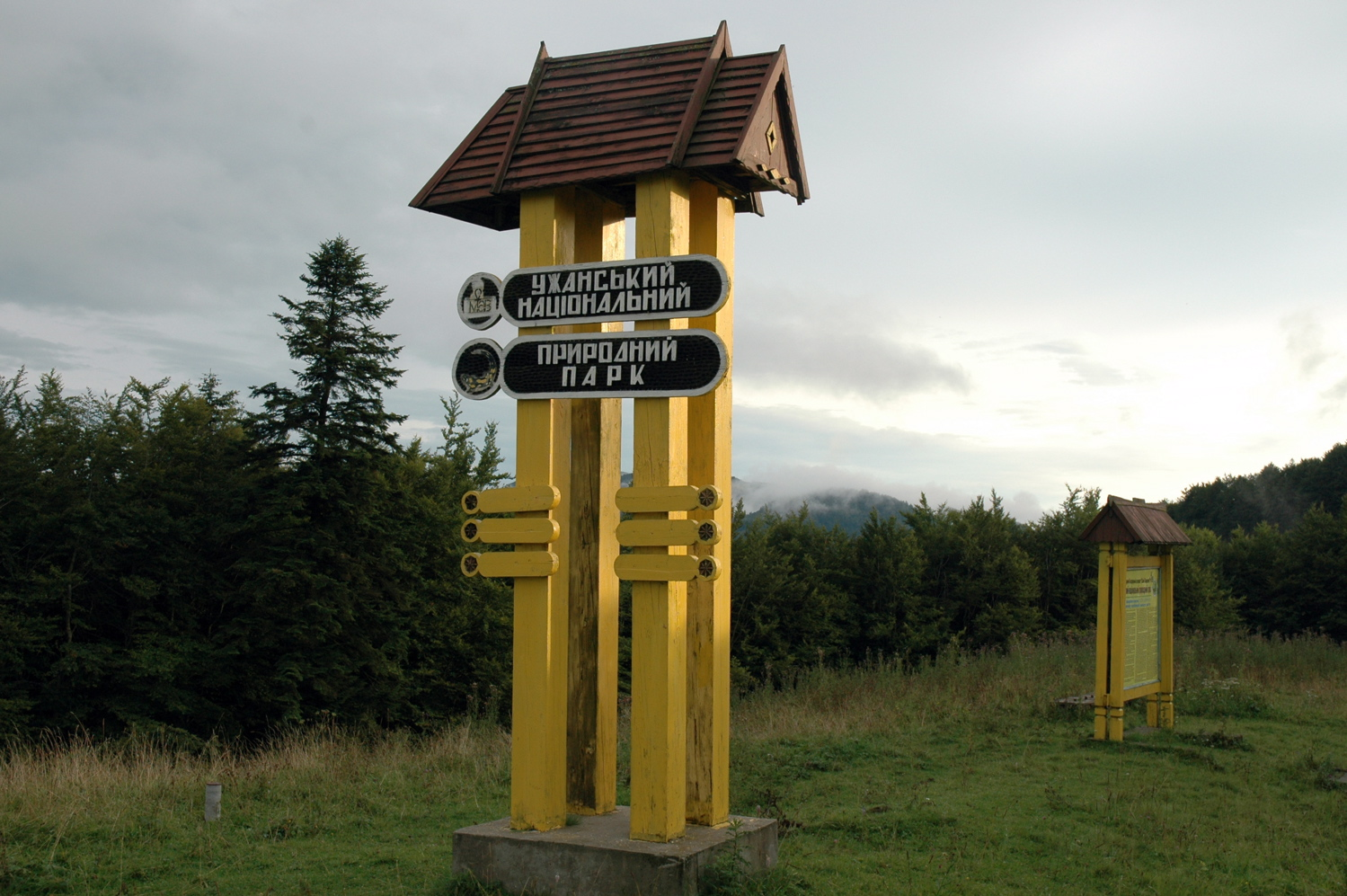
Panneau d'information sur le col d'Oujok.
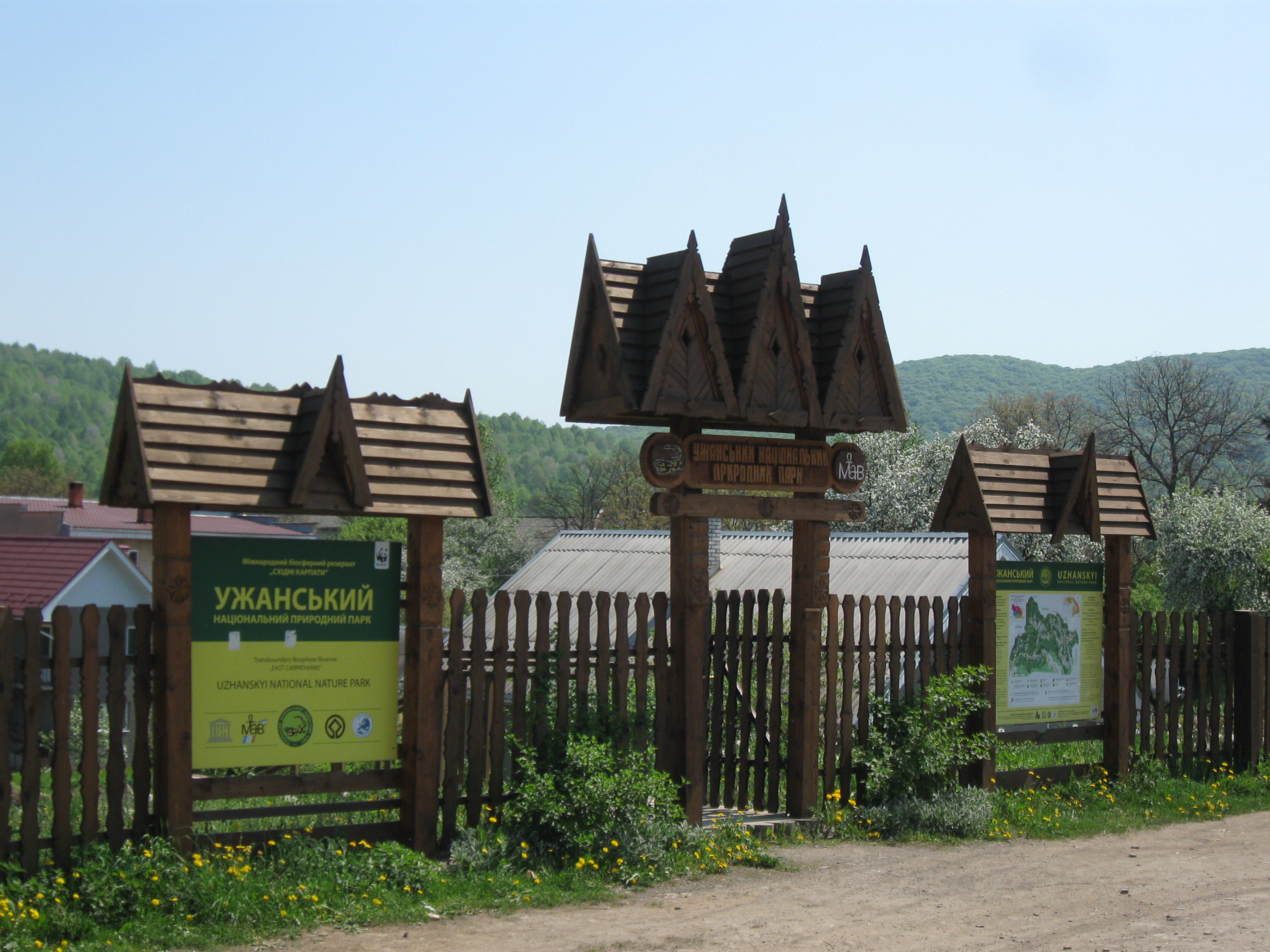
Entrée des bâtiments administratifs.
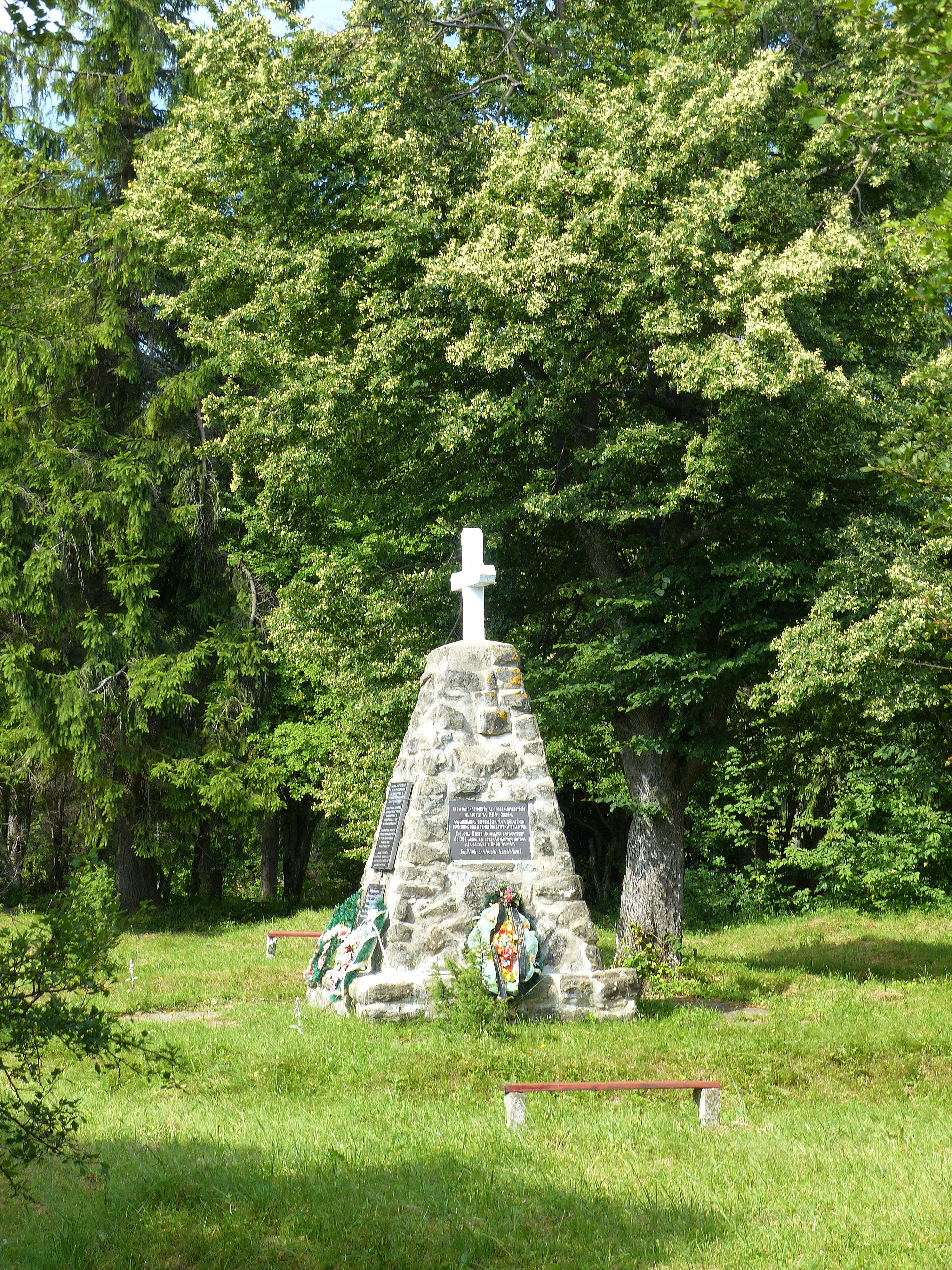
Monument aux morts des victimes de 1914
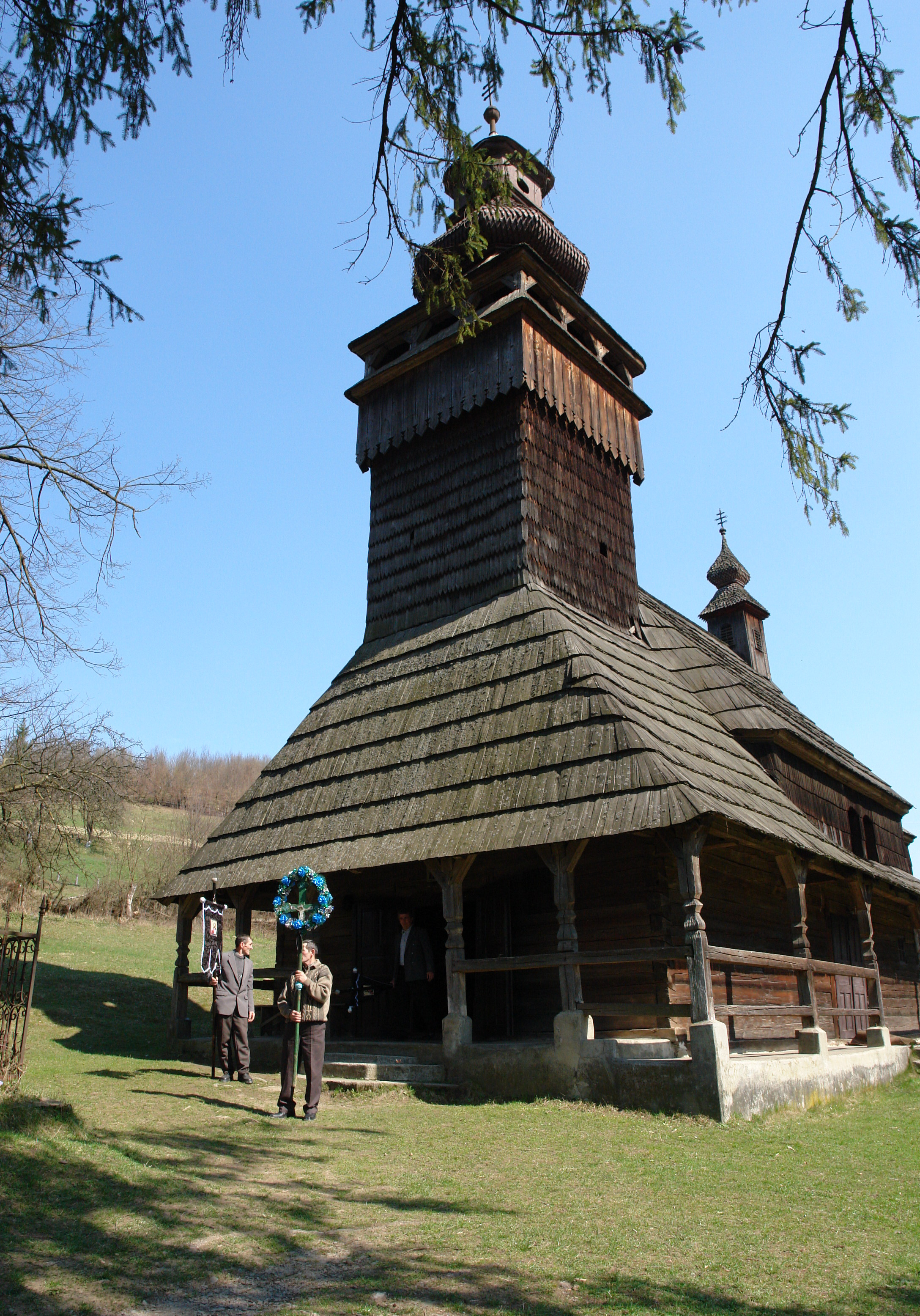
Église en bois dans le village de Tchornoholova.
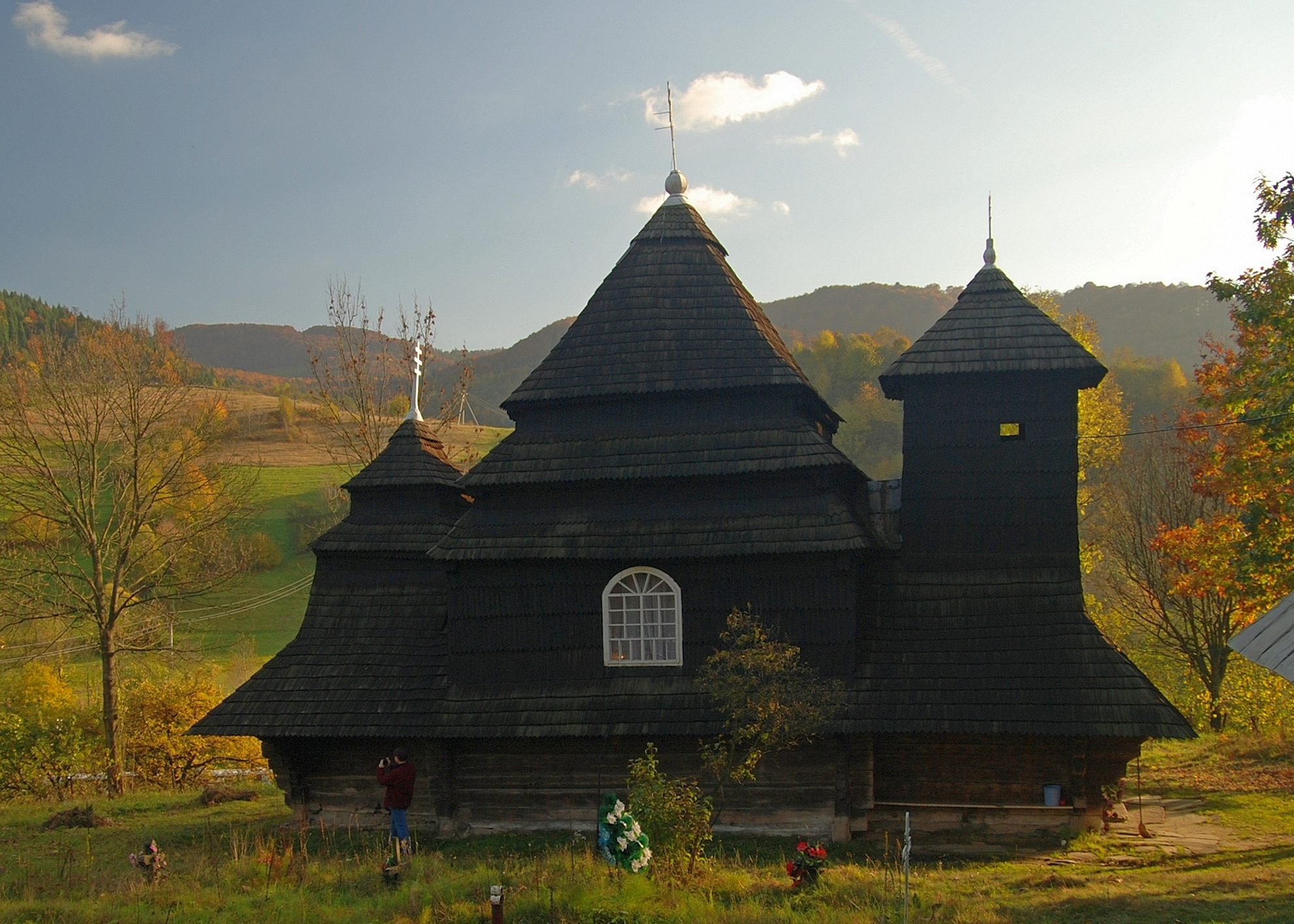
Église de l'archange Michel à Oujok.
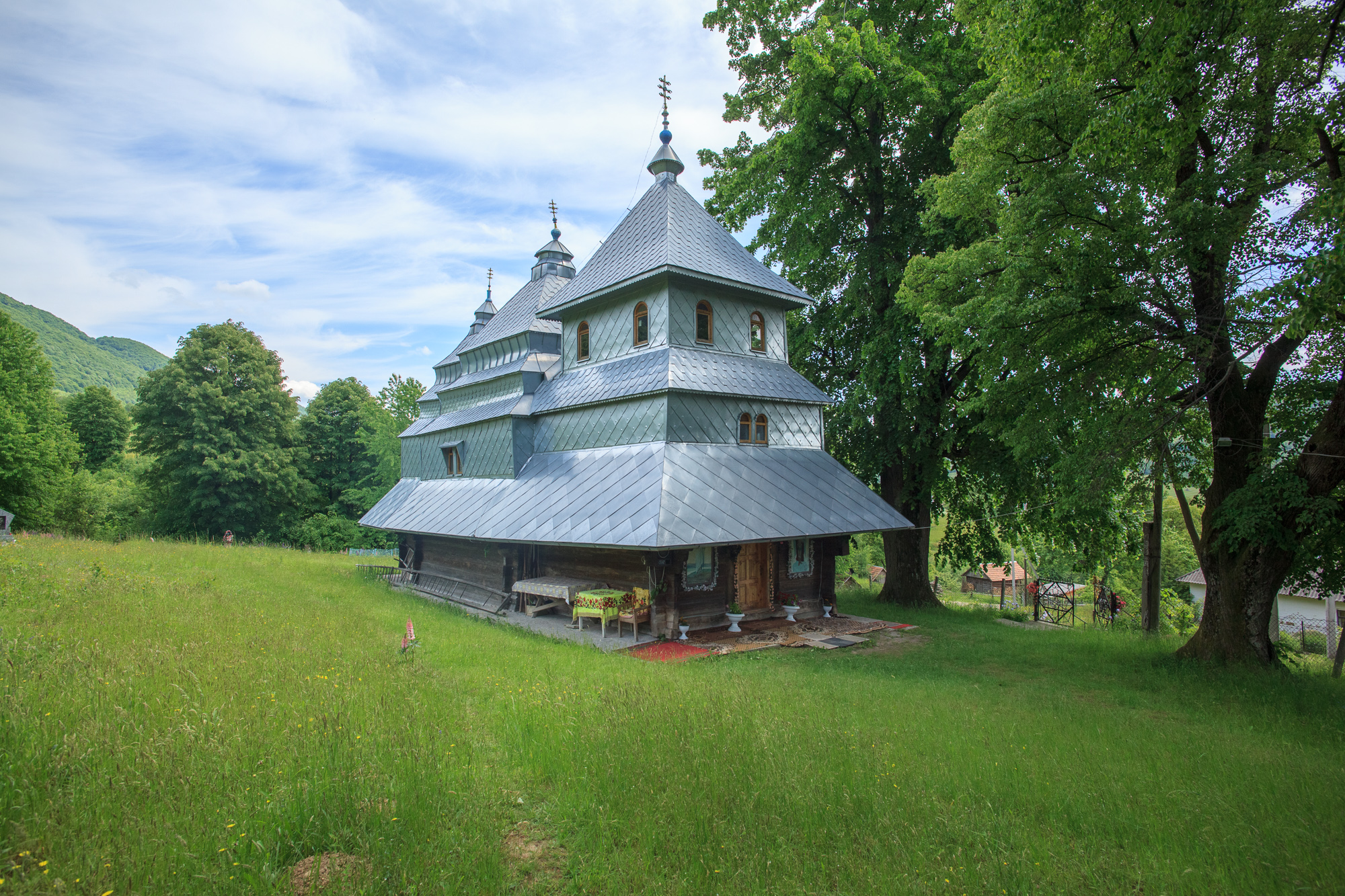
Église Saint-Michel de Vichka.
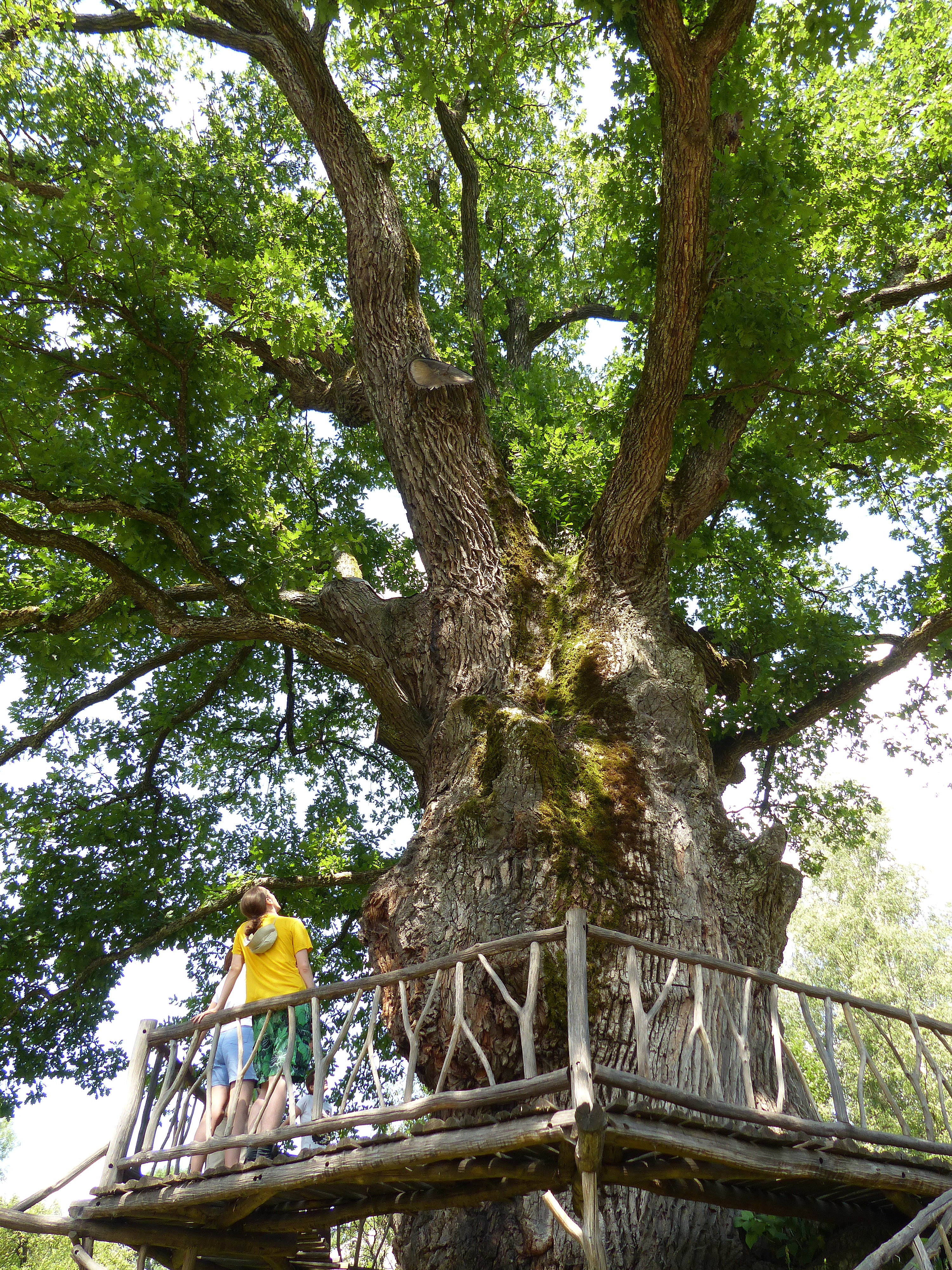
Un vieux chêne.

## Sources
- (en) Cet article est partiellement ou en totalité issu de l’article de Wikipédia en anglais intitulé « Uzhanian National Nature Park » (voir la liste des auteurs).